# Krańcowa stopa substytucji
Krańcowa stopa substytucji (ang. Marginal Rate of Substitution – MRS) – stosunek wymiany, przy którym konsument skłonny jest dokonać wymiany dobra X na dobro Y i na odwrót. Zależy od krzywych użyteczności osiąganych z konsumpcji danych dóbr i stanu posiadania.
Innymi słowy krańcowa stopa substytucji jest to stosunek przyrostu konsumpcji jednego dobra do ubytku konsumpcji innego (innych) – taki, że konsument nie zmienia osiąganej użyteczności i przy założeniu, że jego krzywa obojętności pozostaje niezmieniona.
Ponieważ zakładamy, że użyteczność osiągana z konsumpcji kolejnych porcji danego dobra jest malejąca, krańcowa stopa substytucji jest zawsze malejąca.
Bogusław Czarny i Ryszard Rapacki w swojej książce Podstawy ekonomii, KSS (MRS) dobra Y dobrem X określają jako „stosunek porcji dobra Y, z której konsument musi zrezygnować, aby niewielka dodatkowa porcja dobra X nie zmieniła oceny (użyteczności) jego koszyka, do tej właśnie porcji dobra X”.
Posługując się krzywą obojętności, zauważa się, że KSS (MRS) rośnie w miarę wzrostu wartości na osi odciętych X.

## Formalna definicja
Dla ustalonego poziomu użyteczności {\displaystyle u_{0}} i funkcji użyteczności {\displaystyle u(x,y)} krzywa obojętności zdefiniowana jest jako zbiór tych punktów {\displaystyle (x,y),} które spełniają warunek {\displaystyle u(x,y)=u_{0}.} Zakładając, że funkcja użyteczności {\displaystyle u(x,y)} jest różniczkowalna, otrzymujemy:
{\displaystyle {\frac {\partial u}{\partial x}}dx+{\frac {\partial u}{\partial y}}dy=0,}
skąd:
{\displaystyle \left.{\frac {dy}{dx}}\right|_{u=u_{0}}=-{\frac {\partial u/\partial x}{\partial u/\partial y}}=-Px/Py.}
Wyrażenie po prawej stronie definiuje krańcową stopę substytucji. Z powyższego wzoru wynika, że jest ona równa nachyleniu stycznej do krzywej obojętności.

## Przykładowa KSS (MRS)
Dla funkcji Cobba-Douglasa
{\displaystyle U(X,Y)=AX^{a}Y^{b},X,Y\geqslant 0}
{\displaystyle MRS=-{\frac {aAX^{a-1}Y^{b}}{bAY^{b-1}X^{a}}}=-{\frac {aX^{a-1}Y^{b}}{bY^{b-1}X^{a}}}=-Px/Py}